# دومبمادا
دومبمادا (به لاتین: Dombemada) یک منطقهٔ مسکونی در سری‌لانکا است که در Rambukkana Divisional Secretariat واقع شده‌است.